# 白根駅
白根駅（しろねえき）は、かつて新潟県西蒲原郡味方村大字白根（現新潟市南区西白根）にあった新潟交通電車線の駅。

## 概要
1933年（昭和8年）4月1日、新潟電鉄線（当時）の東関屋駅 - 当駅（開業時は仮駅）までの開業に伴い開設された。1999年（平成11年）4月5日の新潟交通電車線東関屋駅 - 月潟駅間の全線廃止に伴い、代替として同社のバス路線が設けられた。
その後、旧白根駅舎は取り壊され、現在は小さな公園として整備され、白根大凧合戦の際には、たくさんの露店が立ち並ぶ。

### 白根駅の位置について
JTB時刻表には、白根駅が「白根市の最寄り駅」ということから「市の代表駅」を示す二重丸で記載されていたが、これは同駅が旧白根市内にあるという誤解を招いていた。
しかし当駅の実際の所在地は、かつて通称「西白根」と呼ばれていた西蒲原郡味方村大字白根（現新潟市南区西白根）であり、右岸側の白根市大字白根（現同区白根）ではない。同様に、新飯田駅も白根市側の町名に由来する駅名ではあるものの、実際の所在地は西蒲原郡中之口村大字潟浦新（現同市西蒲区潟浦新）で、また路線自体を見ても白根市域を経由している箇所は一箇所もなかった。
なお、中ノ口川左岸側にある当駅は、右岸側の白根市街（白根側）と白根橋で結ばれ、この白根橋を経由して市街地を連絡する道路は一般県道に指定されていた。なお、電車線廃止後には市道に格下げされ、当駅跡地は公園として整備された。
電車線廃止後も、一部の時刻表では代わって運行を開始した路線バスの時刻が案内されており、当駅西側約200mの村道上に設置された「白根中」バス停についても両市村が新潟市に編入するまで二重丸表記が続けられていた。しかし白根中バス停は白根中心部からはやや遠い上に徒歩経路も煩雑で（実際の経路は徒歩10分強だが、集落内を縫うような経路で分かりづらい、のちに、南区役所や旧・白根市の中心部に近い「白根桜町」バス停に移っている）、運行本数も少なく利便性は悪い。実際には、右岸側にある白根横町バス停が白根地区の中心バス停であり、同バス停は新潟市中心部の他、小須戸・新津・巻・燕など最寄り駅各方面に至るバスが発着している（後述）。
ただし、JTB時刻表での「市の代表駅」基準は編集の裁量に委ねられており、最寄や市街地に近いなどの理由で「市の代表駅」扱いすることは、よく見られることである。

## 駅構造
地上駅。駅舎側単式ホームが月潟・燕方面、反対側の島式ホームが東関屋・白山前方面の2面3線。島式ホームの1線は留置線であった。また駅舎側の東関屋寄りに貨物用の側線があった。線路西側には電車線全線に電力を供給する変電所が設けられていた。この関係から、当駅は終日駅員が配置される有人駅であった。なお廃線時、終日有人駅は当駅と東関屋駅の2駅しかなかった。

## 駅周辺
- 中ノ口川
- ライオンドー白根店（現リオン・ドール白根店）
- 白根中央通郵便局
- 第四銀行白根支店
- 北越銀行白根支店
- 大光銀行白根支店

## バス

### 現在

バス路線図（右側を参照）。時刻表は#外部リンクを参照。

新潟交通グループと南区区バス（レインボーバス）の停留所が、駅跡周辺に設けられている。下記は2019年5月現在の運行路線。

### 白根側
駅跡から中ノ口川を渡って本町通交差点を直進し徒歩約5分のところに「横町」（白根横町）バス停が位置する。
| バス停名 | 方面・乗り場位置                         | 路線名               | 系統・行先 |
| -------- | ---------------------------------------- | -------------------- | --- |
| 横町     | 南区東部方面 （リオンドール前）          | ■ W7 大野・白根線    | W70・W73・W74 潟東営業所 行 |
| 横町     | 南区東部方面 （リオンドール前）          | 新潟交通観光バス路線 | SW1・SW2 古川・臼井経由 新津駅 行 SW3・SW4 小須戸・矢代田駅経由 新津駅 行 庄瀬線 庄瀬経由 加茂・新潟経営大学前 行 |
| 横町     | 南区東部方面 （リオンドール前）          | レインボーバス       | 庄瀬ルート |
| 横町     | 新潟市中心部・ 南区西部方面 （パン店前） | ■ W7 大野・白根線    | W70 大通・大野・ふるさと村経由 青山 行 W70D 【ダイレクト便・快速】大通・大野・ふるさと村・東青山・白山駅前経由 新潟駅前 行 W70M 【モーニングライナー】大通・大野・ふるさと村・東青山・学校町経由 新潟駅前 行 W73 【区間快速】大通・大野・ふるさと村・江南高校経由 新潟駅南口 行 W74 【急行】大通・大野・ふるさと村・県庁東経由 新潟駅前 行 |
| 横町     | 新潟市中心部・ 南区西部方面 （パン店前） | 新潟交通観光バス路線 | 漆山線 潟東営業所・漆山経由 巻駅前 行 茨曽根線 茨曽根・新飯田経由 燕駅前 行 月潟・六分線 月潟・六分経由 燕駅前 行 |
| 横町     | 新潟市中心部・ 南区西部方面 （パン店前） | ジャンボタクシー     | 白根-曽根駅線 熊谷・横戸経由 曽根駅前 行 |
| 横町     | 新潟市中心部・ 南区西部方面 （パン店前） | レインボーバス       | 庄瀬ルート |

※「五の町」バス停（駅跡から中ノ口川を渡って本町通交差点を左折し徒歩約5分）からはレインボーバスの新飯田・茨曽根ルート、月潟住民バス、まちなか循環「ぐるりん号」も利用可。

### 西白根側
駅跡から西へ徒歩約5分のところに「白根中」バス停が位置する。
| バス停名 | 方面・乗り場位置 | 路線名      | 系統・行先                                  |
| -------- | ---------------- | ----------- | ------------------------------------------- |
| 白根中   | 郊外方面         | ■ W8 味方線 | W80 月潟 行 W81 潟東営業所 行               |
| 白根中   | 新潟市中心部方面 | ■ W8 味方線 | W80・W81 味方・大野・ふるさと村経由 青山 行 |

いずれも詳細は#外部リンクを参照。

## 歴史
- 1933年（昭和8年）
  - 4月1日 - 新潟電鉄により鉄道線東関屋 - 当駅間開通と同時に開業。
  - 8月15日 - 鉄道線当駅 - 燕間延伸、途中駅となる。
- 1943年（昭和18年）12月31日 - 新潟電鉄と新潟合同自動車との合併により新潟交通成立、同社の駅となる。
- 1953年（昭和28年）12月 - 駅舎が増改築される[1]。
- 1982年（昭和57年）7月1日 - 貨物営業が廃止される[1]。
- 1999年（平成11年）4月5日 - 新潟交通電車線東関屋 - 月潟間廃線により廃駅となる。

## 隣の駅
新潟交通
電車線
味方駅 - 白根駅 - 千日駅